# Kara aresztu izolacyjnego
Kara aresztu izolacyjnego – dawna kara dyscyplinarna stosowana w Wojsku Polskim.
Karę wymierzało się na okres od trzech do czternastu dni. Można było ją wymierzyć za  czyny, za które, właściwe organy były uprawnione do nakładania kar porządkowych lub wymierzania kar pieniężnych albo orzekania w sprawach o naruszenie dyscypliny budżetowej, oraz za przewinienie dyscyplinarne popełnione w czasie odbywania kary zakazu opuszczania wyznaczonego miejsca przebywania lub odbywania aresztu koszarowego albo w ciągu trzech miesięcy od dnia odbycia jednej z tych kar.
W czasie odbywania kary, ukarany miał obowiązek przebywać w specjalnie przystosowanym do tego pomieszczeniu, pod strażą, a ponadto wykonywać pod kontrolą dodatkowe zadania na rzecz jednostki wojskowej określone przez przełożonego, w wymiarze do 6 godzin dziennie.
Karę aresztu izolacyjnego mógł orzec w pierwszej instancji tylko wojskowy sąd garnizonowy na wniosek dowódcy jednostki wojskowej.